# Metoponitys rudimentaria
Metoponitys rudimentaria är en insektsart som beskrevs av Karsch 1890. Metoponitys rudimentaria ingår i släktet Metoponitys och familjen Eurybrachidae. Inga underarter finns listade i Catalogue of Life.